# Plaisance d'Antioche
Plaisance d'Antioche, née vers 1235 et morte en 1261, est une reine de Chypre (1250-1254) par mariage, puis une régente des royaumes de Chypre et de Jérusalem (1254-1261). Elle est fille de Bohémond V d'Antioche et de Lucienne de Segni.

## Biographie
À la mort de son mari Henri Ier le Gros (18 janvier 1254), elle est proclamée régente au nom de son fils Hugues et s’attache à normaliser les relations entre le clergé et la couronne mises à mal par l’entêtement d’Henri Ier.
Henri Ier était également régent du royaume de Jérusalem, titre purement honorifique qui servait à justifier une fiction légitimiste organisé en 1243 par les barons du royaume pour faire face aux prétentions des Hohenstaufen qui détenaient les droits sur le royaume. Comme Hugues II est mineur, Plaisance reprend à son compte ce titre. En 1256, une guerre civile éclate à Saint-Jean-d’Acre entre les partisans des Génois et ceux des vénitiens. Le prince Bohémond VI d'Antioche conscient du péril mamelouk qui risque d’en profiter, tente le 1er février 1257 une démarche visant à faire reconnaître l’autorité de sa sœur Plaisance sur le royaume de Jérusalem. La Haute Cour du royaume, composée majoritairement de partisans vénitiens (les Ibelins, l’Ordre du Temple) reconnaissent ses droits, mais les Génois, les Catalans et les Hospitaliers, s’y refuse, et la guerre reprend de plus belle. Comme elle doit revenir sur Chypre, Plaisance confirme comme bayle Geoffroy de Sargines, un sénéchal du roi Louis IX venu en Terre sainte avec la septième croisade et à qui ce dernier avait confié le royaume en partant.
En 1259, elle participe avec son frère Bohémond VI d'Antioche aux négociations avec Hulagu, khan mongol de Perse, qui bat les Mamelouks en 1260, mais la mort du grand khan Mongka et les troubles de succession qui secouent l’empire mongols les empêchent d’exploiter leur succès. Par la suite, Plaisance se tient plutôt à l'écart des affaires palestiniennes.
Il est vrai que le royaume de Chypre a ses propres problèmes : Hugues de Fagiano, l'archevêque latin de Nicosie, refuse de respecter la décision du pape Honorius IV qui avait autorisé en 1251 la nomination d'un archevêque grec dans l'île de Chypre et refusait de le voir comme son égal, mais comme son subalterne. Même si ce litige n'occasionne pas de combats, la vie chypriote en est agitée, jusqu'à la bulle pontificale, dite Constitution Chypriote, rendue par le pape Alexandre IV le 3 juillet 1260. Cette constitution du clergé grec institue quatre diocèses dans l'île ayant les mêmes limites que les diocèses latins et déclare que chaque évêque grec est subordonné à son homologue latin. L'archidiocèse grec est supprimé, mais l'archevêque grec Germain en conserve la dignité durant toute sa vie. C'est un progrès pour l'église latine et un recul pour la grecque, mais Hugues de Fagiano déclare ne pas disposer de pouvoirs suffisants pour exercer son ministère, renonce à sa dignité et se retire en Toscane.
Elle meurt entre le 22 et le 27 septembre 1261, laissant la régence de Jérusalem à sa belle-sœur Isabelle de Lusignan et celle de Chypre à son neveu Hugues de Poitiers-Antioche, le futur roi Hugues III de Chypre.

## Mariages et enfant
Elle épouse en 1250 Henri Ier le Gros (1217-1254), roi de Chypre, et donne naissance à :
- Hugues II (1252-1267), roi de Chypre.

Elle se remarie en 1254 avec Balian d’Ibelin (1239-1277), seigneur d’Arsouf et s’en sépare en 1258.